# Abborrträsket (Edefors socken, Norrbotten)
Abborrträsket är en sjö i Bodens kommun i Norrbotten och ingår i Luleälvens huvudavrinningsområde.